# دانشکده ریاضیات و علوم سیستم، دانشگاه بیهانگ
دانشکده ریاضیات و علوم سیستمی دانشگاه بی هانگ در اوایل سال 2009 تاسیس شد و در می 2009 به طور رسمی راه اندازی شد. اولین رئیس، پروفسور لی شانگجی، رئیس گروه ریاضیات دانشگاه علم و صنعت چین و رئیس علوم در دانشگاه بیهانگ بود. مدرسه ریاضیات و علوم سیستمی تأسیس شد و دانشکده علوم منسوخ شد. تأسیس دانشکده ریاضیات و علوم سیستم‌ها نشان‌دهنده تحول عظیمی در رشته ریاضیات از یک واحد آموزشی به یک کالج است که تأکید یکسان بر تحقیق و تدریس علمی دارد. پروفسور لی شانگجی در طول تصدی خود به عنوان رئیس، تحت هدایت هدایت ایدئولوژیک ایجاد یک جامعه هماهنگ، توسعه آموزش و تحقیقات علمی را بسیار ارتقا داد و جهت کار آینده کالج را اشاره کرد. رئیس فعلی پروفسور ژنگ ژیونگ است. در حال حاضر، کالج به یک نیروی مهم در رشته های علمی بیهانگ و یک نیروی جدید در ساخت یک دانشگاه در سطح جهانی با ویژگی های هوافضا و تحقیقات سطح بالا تبدیل شده است.

## لینک خارجی
- وب سایت رسمی